# Mijikenda
Mijikenda (”de nio städerna”), Nyika eller Nika, är ett bantufolk. De utgörs av nio mijikendatalande etniska grupper om sammanlagt cirka 730 000 människor (1980) som är bosatta längs Somalias, Kenyas och Tanzanias kustlinje. Av folkräkningen i Kenya 2019 framgick att folkgruppen uppgick till 2 488 691 personer.
Mijikenda delas in i olika subgrupper. Dessa är digo, chonyi, kambe, duruma, kauma, ribe, rabai, jibana och giriama. Historiskt har de kallats nyika eller nika av utomstående. Det är en nedsättande term som betyder ”bushfolk”. Var och en av folkgrupperna har unika seder och dialekter eller språk. Språken räknas alla till samma makrospråk, mijikenda, som är närbesläktat med swahili. De lexikala likheterna tyder på att uppdelningen i nio grupper skett under de senaste 1000 åren. I dag talar de flesta etniska mijikenda swahili. Gemensamt för grupperna är de heliga skogar med fortifierade byar som kallas ”kaya”, och som sedan 1500-talet utgör en platser för bön som hålls av utvalda äldre av respektive folkgrupp. 10 kaya-skogar är världsarv sedan 2008.